# Melun
Melun /məˈlœ̃/ è un comune francese di 40 032 abitanti (1º gennaio 2017) capoluogo del dipartimento di Senna e Marna nella regione dell'Île-de-France.

## Geografia fisica
La città è situata su un'ansa della Senna, 40 km a sud di Parigi. La Senna divide la città in tre parti: quella a sud, quella a nord e quella sull'isola fluviale di Saint'Etienne, che si trova proprio al centro dell'ansa e ne segue l'andamento curvo.

## Storia
La città è già citata nei Commentarii de bello Gallico di Giulio Cesare, con il nome di Melodunum, come oppidum dei Galli Senoni costruito su un'isola della Senna.

### Comunità ebraica
Già dal XII secolo, Melun fu sede di un'importante comunità ebraica. Gli studiosi della scuola talmudica cittadina presero parte alla grande assemblea (asefah) tenuta a Troyes intorno al 1160 sotto la direzione di Rashbam e Rabeinu Tam (Kol Bo, n. 117). Un ebreo di Melun, Vivant, fu incaricato nel 1202 di riscuotere le tasse dei suoi correligionari; un altro, Leo Crossius, ottenne il permesso nel 1204 di vivere allo Châtelet di Parigi. Nel dicembre 1230, re Luigi IX, ad un incontro con i baroni tenuto a Melun, promulgò i seguenti decreti: (1) d'ora in avanti agli ebrei non sarebbe stato più permesso di stipulare contratti; (2) gli ebrei stessi sarebbero stati considerati proprietà dei baroni nei cui territori essi vivevano; (3) in caso di emigrazione essi avrebbero potuto essere ricondotti con la forza alle loro precedenti abitazioni; (4) i debiti a loro dovuti sarebbero divenuti nulli se non riscossi entro i nove termini legali, e non sarebbero più stati caricati d'interessi; (5) le ricevute per i loro crediti sarebbero divenute senza valore se non sottoposte ai baroni prima del giorno di Ognissanti.
Gli ebrei occupavano a Melun un quartiere particolare chiamato La Iviferie, che è menzionato nei documenti degli anni 1206, 1212 e 1218, conservati negli archivi di Notre Dame di Melun. In un documento datato 5 gennaio 1307 si fa riferimento alla vendita di una casa e un granaio, situati nella strada degli Ebrei, appartenuti all'ebreo Donin e ai suoi nipoti. Un altro documento, dell'anno 1311, riferisce la vendita di una casa situata nella tenuta del hopital S. Jean de Hierusalem, rue de la Iviferie, iouxte la maison qu'on appelle l'eschole aux Juifs ("Ospedale di San Giovanni di Gerusalemme, via della Iviferie, accanto all'edificio chiamato scuola degli Ebrei"). Nella biblioteca di Melun si trova un manoscritto del XIV secolo intitolato Breviarium Judaicum, un mahzor (in parte inedito), secondo il rito francese, per le festività di Rosh haShanah e Yom Kippur (descritto in dettaglio da M. Schwab in "R. E. J." xiii. 296-299). Come gli ebrei di altre parti di Francia, quelli di Melun furono obbligati nel 1306 da Filippo il Bello a lasciare la città senza fare più ritorno.
I più importanti studiosi di Melun furono:
- Meshullam ben Nathan, identico, secondo Zadoc Kahn (ib. i. 236), allo studioso di Narbona dallo stesso nome. Di Meshullam sappiamo che nel 1150 si trasferì da Narbona a Melun dove acquisì presto una grande reputazione. Corrispose con Rabeinu Tam e i più famosi rabbini dell'epoca. Viene citato nelle tosafot Bezah (16a), 'Abodah Zarah (29b) e Pesahim (105a).
- Nathan ben Meshullam, figlio del precedente; nel 1185 viveva ad Étampes.
- Jedidiah, insegnante di Abraham ben Nathan di Lunel.
- Menahem Sire Léon, o Messer Leon (XIII secolo).
- Il tosafista David di Melun.
- Judah, figlio di David di Melun, che nel 1225 diresse la scuola talmudica e fu uno dei quattro rabbini francesi che presero parte nel 1240 alla controversia religiosa a Parigi contro Nicholas Donin.[3]

### Simboli
I gigli di Francia risalgono all'epoca medioevale poiché il re Roberto II morì a Melun nel 1031.
Il motto allude all'assedio del 1420, durante la guerra dei cent'anni, quando la città capitolò dopo aver esaurito tutte le munizioni e i viveri… fino all'ultimo topo.

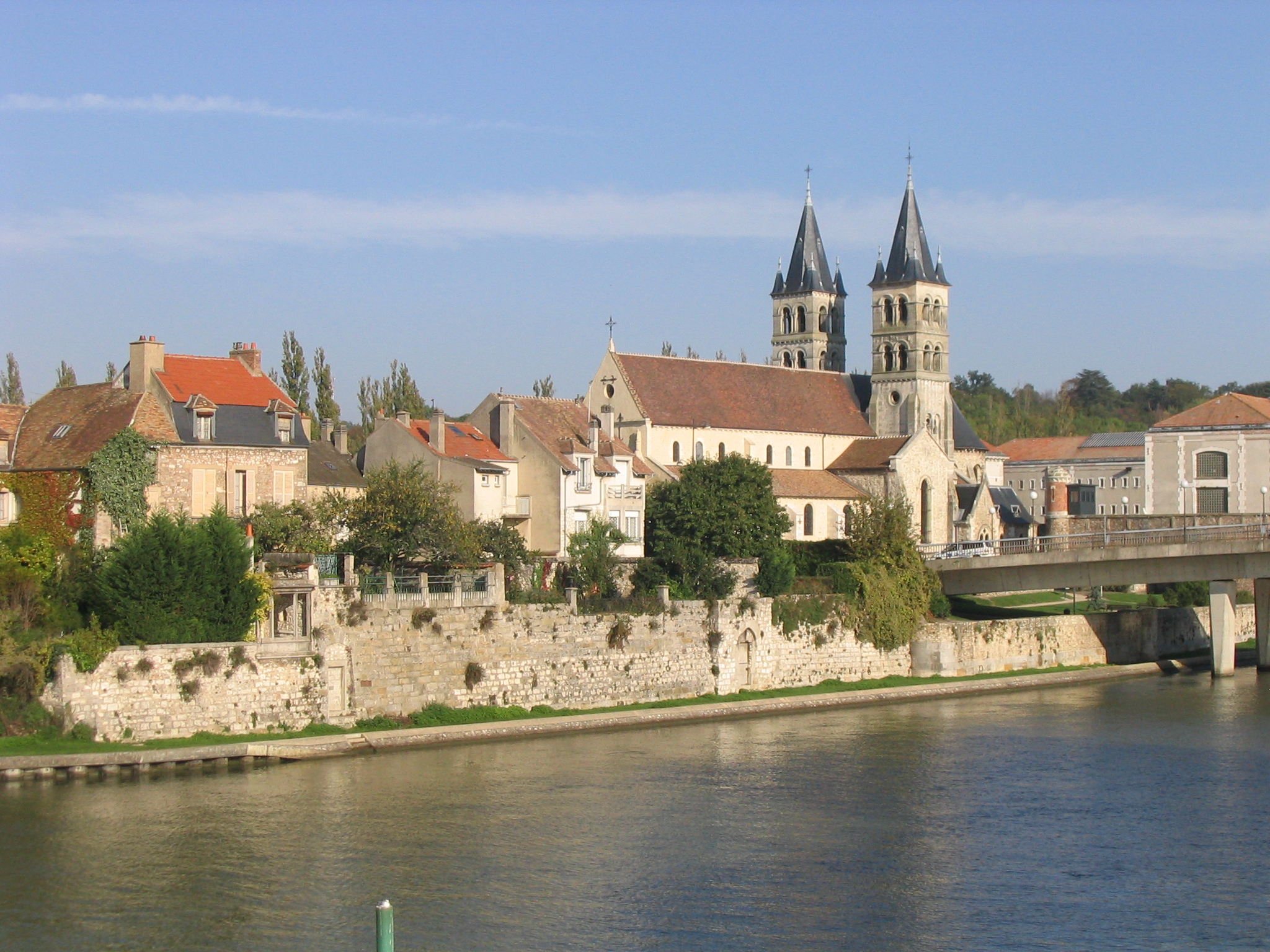
Chiesa di Sant'Etienne

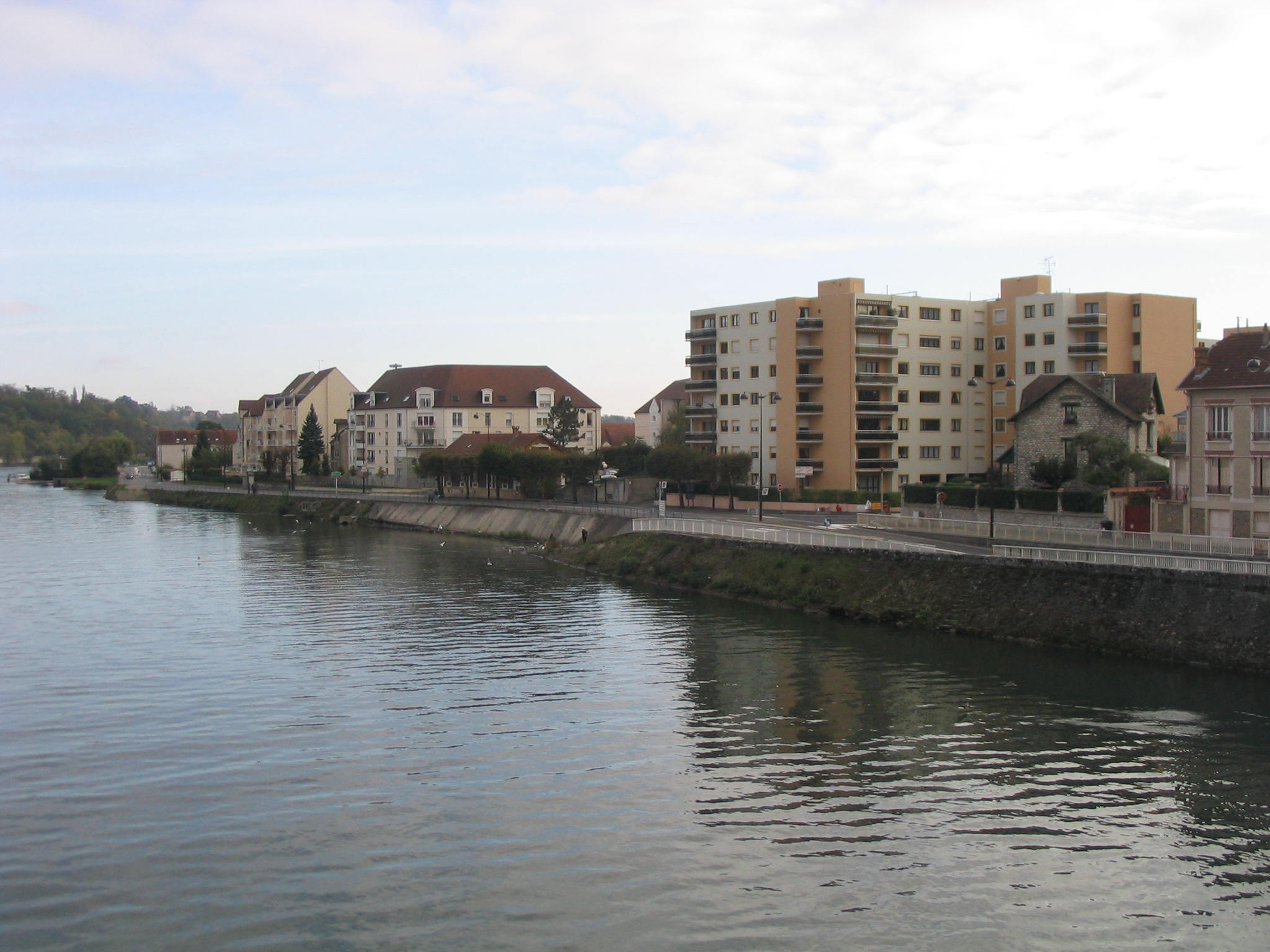
Quartiere Sant'Ambrogio

## Società

### Evoluzione demografica
Abitanti censiti

## Amministrazione

### Gemellaggi
- Crema